# Penstemon petiolatus
Espèce
Penstemon petiolatus  est une espèce de plantes de la famille des Plantaginacées, originaire d'Amérique du Nord. Elle est connue sous le nom de  Crevice Beardtongue en anglais.

## Description
Cette espèce est pérenne et peut atteindre 15cm de hauteur. Les fleurs sont généralement de couleur rouge. 